# Бригјер (Гар)
Бригјер (фр. Bruguière) је насељено место у Француској у региону Лангдок-Русијон, у департману Гар.
По подацима из 2011. године у општини је живело 316 становника, а густина насељености је износила 19,23 становника/km².

## Демографија
| 1962. | 1968. | 1975. | 1982. | 1990. | 2011. |
| ----- | ----- | ----- | ----- | ----- | ----- |
| 169   | 172   | 158   | 188   | 184   | 316   |